# Batalla de Torrejón de Ardoz
La batalla de Torrejón de Ardoz, también conocida como el tiroteo de Torrejón, fue una batalla campal entre las tropas del general Antonio Seoane, mandado por el general de talante progresista Baldomero Espartero, y las tropas del mismo general Narváez, ocurrida el 22 de julio de 1843 en el municipio madrileño de Torrejón de Ardoz, en un intento por establecer quién de los dos sería el nuevo presidente del Gobierno en España.
Tras la derrota de Seoane, se estableció el gobierno de Narváez y el partido moderado, comenzando un periodo que es denominado década moderada, que duró hasta que el general Espartero en persona se pronunció en 1854, dando paso al Bienio Progresista. La batalla apenas tuvo bajas mortales, siendo la mayoría bajas leves, y sumando apenas cien heridos entre los dos bandos.
También se llama a veces así a una serie de marchas militares durante el reinado de Carlos II por parte de Juan José de Austria para destituir a sus primeros ministros, y una de dichas marchas con la intención de destituir a la propia Reina Madre, Mariana de Austria, del cargo de regente.

El alcalde en ese momento que participó en la batalla fue Pedro María Correal quien fue reconocido con ciertos documentos: (PARES)